# Prao Cortés
El pico Prao Cortés  es una montaña situada en el macizo de Ándara (Picos de Europa, en la cordillera Cantábrica). Tiene una altitud de 2286 m s. n. m., una prominencia de 72 m y una orografía del 25,16 %.
El nombre auténtico de esta montaña es pico Cortés, de acuerdo con la toponimia original que manejan los pastores del macizo oriental. Confróntese esta información con el apartado de toponimia en pico Cortés.